# Øster Toreby
Øster Toreby er en lille landsby, som ligger på østkysten af Lolland i Toreby Sogn i Guldborgsund Kommune. Tilhører Region Sjælland.
Fra Ø. Toreby Station er der forbindelse til Nakskov og Nykøbing Falster med Lollandsbanen.
54°45′N 11°50′Ø / 54.750°N 11.833°Ø